# Tuzi
Tuzi (in montenegrino cirillico Тузи IPA [tǔːzi]; in albanese Tuz) è una città del Montenegro, capoluogo dell’omonimo municipio. Si trova a metà strada tra Podgorica e il confine con l'Albania e dista pochi chilometri dal lago di Scutari.

## Geografia
Tuzi si trova a nord-est dal lago di Scutari, 10 km da Podgorica, 130 km da Tirana (Albania) e 150 km da Ragusa (Croazia). Il paesaggio circostante è caratterizzato da foreste e montagne.

## Storia
La comunità albanese di Tuzi discende da quattro tribù: 
- Hoti
- Gruda
- Triesh
- Koja

Tuzi è storicamente un centro di maggioranza albanese, ma sono presenti altre etnie come bosniaci (musulmani) e montenegrini.

## Popolazione
La Municipalità di Tuzi consiste nelle seguenti città e villaggi (censimento del 2011):
| Nome              | Nome             | Popolazione (2011) | Gruppo etnico predominante | Religione predominante   |
| Nome montenegrino | Nome albanese    | Popolazione (2011) | Gruppo etnico predominante | Religione predominante   |
| ----------------- | ---------------- | ------------------ | -------------------------- | ------------------------ |
| Tuzi              | Tuz              | 4748               | Albanesi50,18 / 100        | Islam61,98 / 100         |
| Arza              | Arrëzë           | 29                 | Albanesi93,10 / 100        | Cattolicesimo96,55 / 100 |
| Barlaj            | Bardhaj          | 57                 | Albanesi100 / 100          | Cattolicesimo100 / 100   |
| Budza             | Buxë             | 25                 | Albanesi100 / 100          | Cattolicesimo100 / 100   |
| Cijevna           | Cem              | 63                 | Albanesi98,41 / 100        | Cattolicesimo98,41 / 100 |
| Delaj             | Delaj            | 23                 | Albanesi100 / 100          | Cattolicesimo100 / 100   |
| Dinoša            | Dinoshë          | 500                | Albanesi95 / 100           | Islam82,19 / 100         |
| Donji Milješ      | Milesh i Poshtëm | 512                | Albanesi80,27 / 100        | Islam99,41 / 100         |
| Drešaj            | Dreshaj          | 176                | Albanesi98,29 / 100        | Cattolicesimo98,29 / 100 |
| Drume             | Drume            | 164                | Albanesi99,39 / 100        | Cattolicesimo99,39 / 100 |
| Dušići            | Dushiq           | 188                | Albanesi93,08 / 100        | Cattolicesimo96,27 / 100 |
| Gornji Milješ     | Milesh i Sipërm  | 742                | Albanesi96,22 / 100        | Islam87,73 / 100         |
| Gurec             | Gurrec           | 46                 | Albanesi100 / 100          | Islam100 / 100           |
| Helmica           | Helmicë          | 51                 | Albanesi100 / 100          | Cattolicesimo80,39 / 100 |
| Koće              | Kojë             | 54                 | Albanesi88,88 / 100        | Cattolicesimo88,88 / 100 |
| Kotrabudan        | Kodërbudan       | 233                | Albanesi97,85 / 100        | Islam60,94 / 100         |
| Krševo            | Këshevë          | 168                | Albanesi94,64 / 100        | Islam50,60 / 100         |
| Lovka             | Llofkë           | 43                 | Albanesi100 / 100          | Cattolicesimo100 / 100   |
| Mužečka           | Muzheçk          | 15                 | Albanesi100 / 100          | Cattolicesimo100 / 100   |
| Nabojin           | Nabom            | 46                 | Albanesi100 / 100          | Cattolicesimo100 / 100   |
| Nik Maraš         | Nikmarash        | 10                 | Albanesi100 / 100          | Cattolicesimo99,14 / 100 |
| Omerbožovići      | Omerbozhaj       | 193                | Albanesi90,15 / 100        | Cattolicesimo90,67 / 100 |
| Pikalja           | Pikalë           | 54                 | Albanesi90,74 / 100        | Cattolicesimo98,14 / 100 |
| Poprat            | Poprat           | 33                 | Albanesi100 / 100          | Cattolicesimo100 / 100   |
| Pothum            | Nënhelm          | 253                | Albanesi87,35 / 100        | Cattolicesimo71,93 / 100 |
| Rakića Kuće       | Rakiq            | 279                | Albanesi51,25 / 100        | Cattolicesimo51,61 / 100 |
| Rudine            | Rudinë           | 10                 | Albanesi100 / 100          | Cattolicesimo100 / 100   |
| Skorać            | Skorraq          | 137                | Albanesi100 / 100          | Cattolicesimo100 / 100   |
| Spinja            | Spi              | 39                 | Albanesi100 / 100          | Cattolicesimo100 / 100   |
| Stjepovo          | Stjepoh          | 24                 | Albanesi95,83 / 100        | Cattolicesimo91,66 / 100 |
| Sukuruć           | Sukruq           | 661                | Albanesi96,06 / 100        | Cattolicesimo94,09 / 100 |
| Traboin           | Traboin          | 48                 | Albanesi100 / 100          | Cattolicesimo100 / 100   |
| Vladna            | Vllanë           | 474                | Albanesi63,50 / 100        | Islam90,71 / 100         |
| Vranj             | Vranë            | 1012               | Albanesi37,05 / 100        | Islam43,08 / 100         |
| Vuksanlekići      | Vuksanlekaj      | 267                | Albanesi98,12 / 100        | Cattolicesimo99,25 / 100 |

## Sport
La squadra di calcio della città è il Fudbalski klub Dečić Tuzi che gioca le partite di casa nello stadio di Tuzi, lo Stadion Tuško Polje da 3'000 posti.